# Человек-лёд
Человек-лёд, иначе — Айсмен или Айсберг (англ. Iceman), настоящее имя Роберт Луис Дрейк (англ. Robert Louis Drake) — супергерой, появляющийся в комиксах издательства Marvel Comics, член-основатель Людей Икс. Созданный писателем Стэном Ли и художником Джеком Кирби, персонаж появился на свет в первом выпуске Людей Икс в сентябре 1963. В дальнейшем Человек-лёд часто появляется в комиксах, анимационных сериалах, фильмах и видеоиграх о Людях Икс.

## Биография
Бобби Дрейк узнал о своих способностях к замораживанию в раннем детстве. Однако он скрывал это от родителей, думая, что они испугаются и возненавидят его. Однажды Бобби столкнулся с разъяренным быком, он был в ужасе и, не осознавая, что его супер-способности распространяются на все, что он видит, он превратил быка в лёд. Известие о случившемся быстро разнеслись по маленькому городку, где жила семья Бобби. В это время правительство США запустило программу стражей — гигантских роботов, которые выслеживали и уничтожали мутантов. Бобби испугался, что стражи могут причинить вред его семье, и сбежал из дома. Однако стражи выследили его в Нью-Йорке, где Бобби надеялся спрятаться.
Они атаковали автобус, в котором ехал мальчик. Участь Бобби была почти решена, но ему на помощь пришли Люди Икс. Они отразили натиск стражей и забрали Бобби в Институт для Одаренных Подростков профессора Ксавье. Бобби, не раздумывая, присоединился к команде Людей Икс.
Человек-лёд стал самым юным из учеников Ксавьера. Поначалу он был не уверен в себе и с неохотой развивал способности. Но благодаря упорным тренировкам он научился управлять ими. На первый взгляд, Бобби казался безответственным и недисциплинированным. Он вел себя беспечно и отпускал шуточки в разгар битвы. Однако под маской бравады скрывалось чувство незаслуженно испытанной боли, предубеждений и одиночества. Несмотря на пережитые испытания, Бобби хотел защищать людей, которые боялись и не доверяли ему.
Некоторое время жил на Кракоа
Был убит Нимродом в рамках комикса Hellfire Gala.

## Другие версии

### Ultimate Marvel

Ultimate Человек-лёд.

Бобби один из основных персонажей в версии Ultimate, Дрейк был влюблен в Шельму, с которой встречался до того как он сдуру не целует Китти Прайд, в результате этого, Шельма решает уйти из команды вместе с Гамбитом, который пришел за ней. После этого Бобби пытался забыться в отношениях с Призрачной Кошкой, но она порвала с ним, узнав, что Дрейк всё ещё любит Шельму, но остались в дружеских отношениях, после того как он спас ее во время спасения Полярис. После Ультиматума родители Бобби выгнали из дома, но его как и Джонни Шторма приютила Мэй Паркер, тетя Человека-паука.
После смерти Человека паука, он вместе с Китти Прайд и Джонни Штормом уходит в тоннели Морлока, где вместе с ними реформирует команду Людей Икс.

### Marvel Noir
Бобби появляется в X-Men Noir как один из Людей Икс, банды талантливых преступников. Он изображен очень вспыльчивым и параноидальным. Его прозвали «Человеком льдом», и он сердито настаивает, чтобы другие называли его именно так из-за его привычки использовать ледоруб в качестве оружия.

### Marvel 1602
Человек лёд — Роберто Трефузис в мини-сериале Marvel 1602, член группы «ведьминов», основанной Карлосом Хавьером и возглавляемой Скотием Саммерислом. Он племянник флотоводца сэра Фрэнсиса Дрейка. Как и во вселенной Marvel, он генерирует лед и может принимать физическую ледяную форму.

### Old Man Logan
Бобби появляется в Old Man Logan как одна из жертв Росомахи.

### День М
В альтернативной временной линии сюжетной линии «Дома М» Айсмен был замечен в армии Магнето во время его прихода к власти. Позже Бобби появляется как один из Всадников Апокалипсиса, потому что Апокалипсис спас Бобби из лагеря для интернированных мутантов, куда его отправили его родители. Магнето посылает Апокалипсис, чтобы избавиться от своего соперника Черной Пантеры; когда Апокалипсис подвергается нападению союзников Черной Пантеры в пути, Айсмен помогает ему, замораживая Нэмора и пытаясь атаковать Шторм, но он серьезно ранен Солнечным огнем.

### Marvel Zombies
Зомбированный Айсмен появляется в Marvel Zombies: Dead Days вместе с зомби Росомахой и Циклопом. В конце концов, он нападает на Магнето. Но Айсмен погиб от рук самого Магнето, когда Айсмена разрезали на части.

### Эра Апокалипсиса
В сюжетной линии «Эра Апокалипсиса» Бобби вместе с остальными Людьми Икс обучается у Магнето. Поскольку Магнето строже относится к своим ученикам, чем профессор Икс , Бобби не хватает чувства юмора, как у его коллеги из 616. Вместо этого Бобби становится очень холодным и бесчеловечным, из-за чего его товарищи по команде чувствуют себя некомфортно. В дополнение к своим обычным способностям Бобби способен разрушать свое тело и объединять его с другим водоемом, чтобы путешествовать на большие расстояния за считанные секунды. Он может вести других через процесс, который он называет « молекулярная влага».инверсия", хотя это болезненный процесс для пассажиров. Бобби также может восстанавливать свое тело из сломанных частей. Незадолго до поражения Апокалипсиса Колосс пронесся прямо сквозь Айсмена, заставив его развалиться на куски в попытке добраться до своей сестры. Пару месяцев спустя человек лёд, Исход, Дикой дитя и Морф были отправлены Магнето с секретной миссией; на какое-то время была раскрыта только судьба Wild Child.
Айсмен вернулся в арке Uncanny X-Force «Сага о темном ангеле», когда титульная команда была вынуждена отправиться в реальность AoA. Он покинул Людей Икс во время битвы с миньонами Оружия Икс, которые к этому времени были преобразованы в новый Апокалипсис этого мира, предательство, как позже выяснилось, было результатом того, что Айсмен потерял веру в своих Людей Икс. возможность спасти свой мир. Вскоре он был доставлен на Землю-616 Темным Зверем, где он объединил усилия с Архангелом в своем стремлении уничтожить все живое на Земле, чтобы он мог создать новый процесс эволюции. Устав от того, что люди, о которых он заботился, были убиты в войне, которую он считал безвыигрышной, Дрейк согласился помочь Архангелу — несмотря на то, что последний теперь является основной версией вселенной Marvel заклятого врага Людей Икс Дрейка, Апокалипсис — в обмен на транспорт в относительный рай, которым была Земля-616.
После того, как Сила Икс победила Архангела, Бобби удалось сбежать с Маккой и большинством других миньонов Архангела, но в конце концов он оторвался от них и скрылся, живя гедонистической жизнью в Мадрипуре.. Версия Ночного Змея из «Эпохи Апокалипсиса», который после того, как его доставили на Землю-616 вместе с остальными Людьми Икс его мира, чтобы помочь победить Архангела, решил остаться там, чтобы выследить и убить различных злодеев. который также попал в основную вселенную Marvel — в конце концов выследил Бобби, чтобы казнить его за измену. Ночной Змей быстро ошеломлен аватарами Дрейка, но в конце концов загоняет Айсмэна в заводскую котельную, где в воздухе недостаточно влаги, чтобы он мог эффективно использовать свои силы. Ночной Змей быстро выводит из строя своего бывшего друга и толкает его в мусоросжигательную печь, убивая когда-то благородного героя.

## Силы и способности
Человек-лёд способен понижать температуру своего тела. Это проявляется не только внутренне, но и внешне. Он может излучать сильный холод и замораживать предметы одним прикосновением руки. К тому же, при желании, он сам может превращаться в лёд и замораживать влажный воздух вокруг себя, а затем создавать из него оружие — ледяные снаряды, ножи и т. д. Организм Бобби Дрейка обладает высокой устойчивостью к низким температурам, поэтому подобные превращения не причиняют ему вреда.
Такие способности должны были бы вступать в противоречие с физической теорией мира, согласно которой «изъятое» в одном месте тепло обязано появиться в другом. Более того, с учётом второго закона термодинамики, «появившегося» тепла окажется даже больше, чем количество удалённого тепла (пример — холодильник). Куда Человек-лёд девает это появившееся тепло — никак не объясняется.
Человек лёд, мутант омега уровня.

## Вне комиксов

### Телевидение
Человек-лёд появился в следующих мультсериалах:
- В одном эпизоде мультсериала «Супергерои Marvel» (1966).
- Как один из трёх главных персонажей в мультсериале «Человек-паук и его удивительные друзья» (1981—1983), где был озвучен Френком Уэлкером. Эта версия персонажа также появилась в 7 выпуске комиксов «Удивительный Человек-Паук Том 3», где была убита суперзлодеем Морланом вместе с Человеком-Пауком и Огненной Звездой.
- В одной серии мультсериала 1992 года «Люди Икс», где его озвучил Деннис Акаяма. В этой серии он подружился с Джубили.
- Он появился в мультсериале «Люди Икс: Эволюция». Его озвучил Эндрю Фрэнсис. Человек-лёд должен был выступать одним из восьми главных героев, но был отвергнут в пользу Шипа, так что неудивительно что когда нет Шипа он появляется чаще. В мультсериале, Человек-лёд был новым мутантом и часто выступал в качестве неофициального лидера молодых мутантов. В третьем сеэоне после ухода Шипа он начал появляться больше и роль у него увеличилась .
- Как один из главных героев в мультсериале «Росомаха и Люди Икс» Бобби Дрейк был одним из тех, кто оставил команду после того, как Институт был уничтожен, но после вернулся, несмотря на запрет родителей. Немного ленив и ведёт себя как типичный подросток. Озвучил его актёр Юрий Ловентал.
- В сериале «Супергеройский отряд» его озвучил Шон Эшмор — актёр, сыгравшим Человека-льда в полнометражных фильмах. В последней серии играет важную роль.

### Фильмы
- Трилогия «Люди Икс» — Шон Эшмор.

Ледяная форма Человека-Льда в фильме «Люди Икс: Последняя битва».

Бобби является одним из первых студентов, который начинает проявлять интерес к Шельме (Роуг) ещё в первом фильме. Начиная со второго фильма становится одним из основных персонажей в кинотрилогии о Людях Икс. В «Людях Икс 2» он начинает соперничество с Пиро. Его отношения с семьей также напряженные (его брат вызывает полицию из-за того, что он мутант). В фильме Люди Икс: Последняя битва его отношения с Шельмой ухудшаются из-за дружбы Бобби с Китти Прайд. Он принимает участие в последней битве против армии Магнето, показывая там свою истинную силу в бою против Пиро. В ходе этого боя способность Бобби по преобразованию тела в ледяную форму была показана в оригинальном виде. После битвы он видит в своей комнате Шельму, которая уже успела принять лекарство, их отношения пошли на лад.
- В фильме «Люди Икс: Дни минувшего будущего» Шон Эшмор снова сыграл Человека-Льда. Роль у него не самая большая, но достаточно важная. В начальной сцене показано, как он погибает в борьбе со Стражем, который отрывает ему голову, но Бишоп отправляется в прошлое и изменяет это. В конце фильма Бобби защищает Китти, Чарльза и Эрика от двух Стражей и расплавляется от огненного луча(в расширенной версии он так же расплавляется в середине фильма, спасая Шельму и Магнето). После изменения прошлого показано как он идёт по школе Ксавье вместе с Шельмой.[12][13]

### Видеоигры
Видеоигры, где появился персонаж:
- Fantastic Four (1997)
- X-Men: Children of the Atom (1994)
- Marvel vs. Capcom: Clash of Super Heroes (1998)
- Marvel vs. Capcom 2: New Age of Heroes (2000)
- X-Men Legends II: Rise of Apocalypse (2005)
- X-Men: The Official Game (2006)
- Marvel: Ultimate Alliance (2006)
- Marvel: Ultimate Alliance 2 (2009)
- X-Men: Destiny (2011)
- Marvel Avengers Alliance (2012)
- Lego Marvel Super Heroes (2013)
- Marvel Heroes (2013)
- Marvel Contest of Champions (2014)
- Marvel Future Fight (2015)
- Marvel Ultimate Alliance 3: The Black Order (2019)
- Человек лёд — игровой персонаж в Marvel Super War (2019)

### Книги
- Человек-лёд — один из персонажей в новелле «Люди Икс: Последняя битва», где он спасает Пиро от Джин Грей[14].